# Vila Soeiro
Vila Soeiro ist ein Ort und eine ehemalige Gemeinde (Freguesia) im portugiesischen Kreis Guarda. Die Gemeinde hatte 42 Einwohner (Stand 30. Juni 2011).
Am 29. September 2013 wurden die Gemeinden Vila Soeiro, Mizarela und Pêro Soares zur neuen Gemeinde União das Freguesias de Mizarela, Pêro Soares e Vila Soeiro zusammengeschlossen.